# Sándor Brodszky

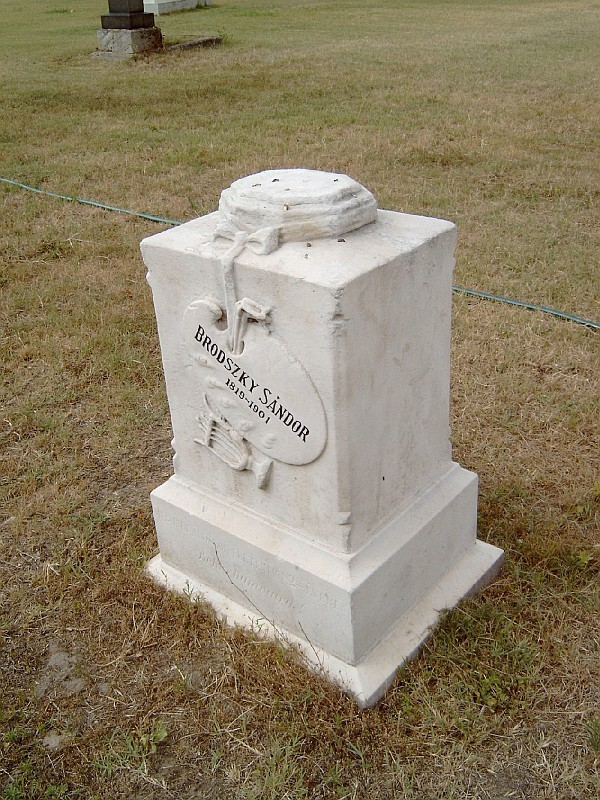
Làpida de Brodszky

Sándor Brodszky, també anomenat Aleksander Brodszky, (Tóalmás, 1819 - Budapest, 1901) fou un pintor i fotògraf hongarès, que els seus treballs s'exposen majoritàriament a la Galeria Nacional Hongaresa. D'altres, com el Paisatge del vespre, s'exposen a la Galeria Nacional Eslovaca.